# Amanda Lear

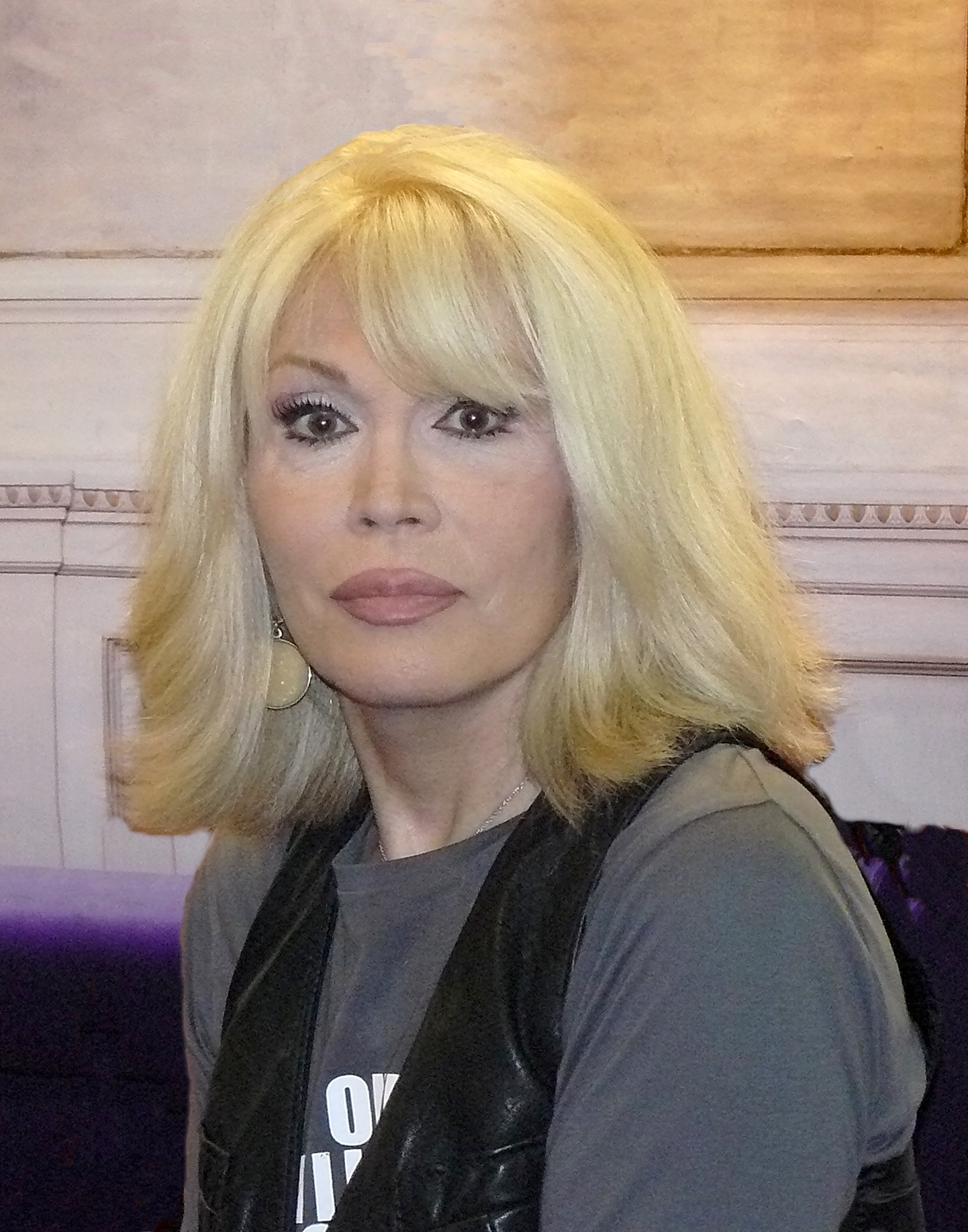
Amanda Lear (2010)

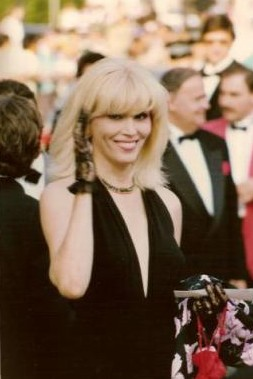
Amanda Lear (1990)

Amanda Lear (* 18. November oder 18. Juni 1939 oder 1941 oder 1946 oder 1950 in Saigon oder Hongkong oder Hanoi) ist eine französisch-britische Sängerin, Malerin, Moderatorin, Schauspielerin und Model.
Lear hat ihre Karriere als Model in den 1960ern begonnen. Sie war mit Salvador Dalí befreundet und seine Muse. In der zweiten Hälfte der 1970er Jahre wurde sie als Disco-Queen mit Hits wie Blood and Honey, Queen of Chinatown und Follow Me bekannt. In den 1980er und 1990er Jahren moderierte sie Fernsehshows in Italien, Frankreich und Deutschland. In den späten 2000ern und 2010ern spielte sie in Frankreich am Theater. Sie hat auch zahlreiche Bilder gemalt, die in vielen Kunstgalerien ausgestellt wurden.

## Leben
Nach mehreren Quellen, die einen männlichen Geburtsnamen untermauern könnten, soll Lear am 18. Juni 1939 als Alain Maurice Louis René Tap(p) in Saigon geboren worden sein. Als Orte ihrer Kindheit und Jugend werden Südfrankreich oder die französische Schweiz genannt, wo sie ihre Schulbildung und ihre Fremdsprachenkenntnisse in Internaten erworben haben soll. Lear spricht fließend Französisch, ihre Muttersprache, Englisch, Italienisch, Spanisch und Deutsch.
2006 wurde sie vom französischen Kulturminister Renaud Donnedieu de Vabres zum Chevalier de l’Ordre National et des Lettres ernannt. Anlässlich der Verleihung des Ehrentitels 2007 gaben die Behörden bekannt, dass er «Mme Amanda Tapp, dite Amanda Lear» („Frau Amanda Tapp, genannt Amanda Lear“) zuteil werde. Damit wurde Tapp als ihr Familienname, von dem sie oft behauptet hatte, er sei nicht ihrer, bestätigt.
Amanda Lear begann im Herbst 1965, ihre Memoiren unter dem Titel 15 Jahre mit Salvador Dalí zu schreiben, nachdem sie den Maler als Kunststudentin in London kennengelernt hatte. In dem Buch berichtet Lear, dass sie Anfang der 1960er Jahre ein Studium an der Académie des Beaux-Arts in Paris begonnen habe. Ab 1964 habe sie das Studium an der Londoner St. Martins School of Art fortgesetzt.
Am 11. Dezember 1965 heiratete sie in London den 22-jährigen schottischen Architekturstudenten Paul Morgan Lear, wodurch sie einen britischen Pass erhielt. Der Name der Braut wurde auf dem Standesamt von Chelsea mit Amanda Tap angegeben, Tochter von André Tap, Hauptmann der französischen Armee im Ruhestand.
Lear bewegte sich im Nachtleben der Londoner Swinging Sixties und lernte Rockmusiker wie Marianne Faithfull, Mick Jagger und Brian Jones kennen, mit dem sie eine Liebesbeziehung hatte. Die Rolling Stones kommentierten das Verhältnis von Lear und Jones in dem Song Miss Amanda Jones auf der LP Between the Buttons von 1967. Kurze Zeit arbeitete Lear als Journalistin und ging dann nach Paris, wo sie ein gefragtes Mannequin und Fotomodell wurde.
In ihrem ersten deutschen Fernsehinterview im Mai 1976 in der Talkshow III nach 9 von Radio Bremen erwähnt Lear gegenüber der Journalistin Carmen Thomas, dass ihre Mutter Russin und ihr Vater ein britischer Seemann gewesen sei und beide Eltern tot seien. Thomas befragte sie auch zu den Gerüchten, als Junge geboren worden zu sein. Lear wies die Behauptung als „verrückte Idee eines Journalisten“ zurück. Später sagte sie, Dalí habe die Idee ursprünglich zu Publicity-Zwecken entwickelt.

## Karriere

### Model und erste Fernsehauftritte von 1965 bis 1975
Wegen ihres fotogenen eurasischen Aussehens und ihrer Körpergröße von 1,78 m wurde sie von der Model-Agentur von Catherine Harlé entdeckt. Ab 1965 war Lear Modell für Ossie Clark und Paco Rabanne und erschien auf Titelseiten von Jugend- und Modemagazinen. 1967 drehte sie einen Werbefilm für das Parfüm Detchema der Marke Révillon und spielte unter der Regie von Henri Lanoë die Rolle der Monique Rozier im Science-Fiction-Film Ne jouez pas avec les Martiens.
In Charles Wilps Werbespot 1968 im Afri-Cola-Rausch spielte sie an der Seite von Donna Summer und Marsha Hunt. 1969 hatte sie einen Nebenauftritt als Mannequin in der deutschen Krimiserie Der Kommissar. Weitere kleine Film- und TV-Auftritte folgten. 1971 posierte sie am Kreuz und als blinde Nonne in der Dezemberausgabe der Vogue, die von Salvador Dalí gestaltet wurde. 1973 posierte sie für das Cover der Roxy-Music-LP For Your Pleasure in einem schwarzen Lederoutfit mit einem gezeichneten schwarzen Panther.
In ihrer Modelzeit schrieb sie Geschichten, Gedichte und Songs. Es folgten erste Versuche, selbst zu singen, doch erst als sie den Produzenten Anthony Monn kennenlernte, mit dem sie von da an fest zusammenarbeitete, begann eine erfolgreiche Karriere als Sängerin und Entertainerin.

### Sängerin und Fernsehmoderatorin ab 1976

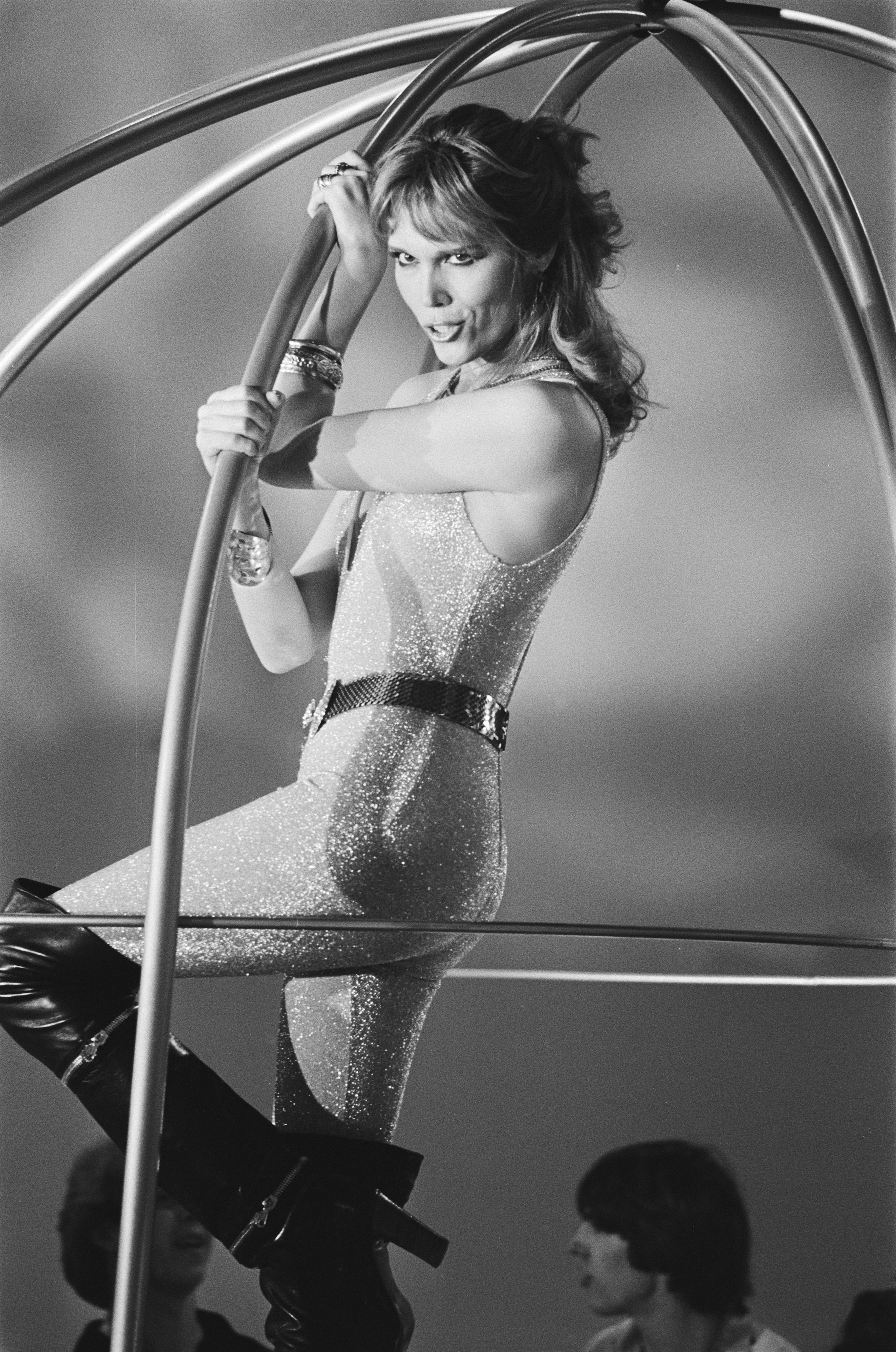
Amanda Lear, 1978

1973 moderierte Lear in der Rolle der Octobriana David Bowies 1980 Floor Show. Bowie, mit dem Lear eine Beziehung hatte, animierte sie zum Singen. Nach einem Vertragsabschluss bei Ariola trat sie ab 1976 als Sängerin von Disco-Titeln in Erscheinung. Mit Produktionen von Anthony Monn und meist selbstgeschriebenen Texten hatte sie in Südafrika, Europa, Südamerika, der Sowjetunion und Japan bis 1983 mehrere Hits, insbesondere Blood and Honey, Tomorrow, Queen of Chinatown, Follow Me und Enigma (Give a Bit of Mmh to Me).
Lear wurde schon in jungen Jahren von Fotografen wie Herbert Tobias, Mick Rock, Pierre et Gilles, Helmut Newton, Robert Mapplethorpe und Antoine Giacomoni porträtiert und posierte 1977 für den Playboy. Im nächsten Jahr produzierte der Musikladen von Radio Bremen ein 45-minütiges Special mit Lear.
1978 erschien in Andy Warhols Interview ein Bericht über den Erfolg der Sängerin Amanda Lear in Europa. Für ihre Plattencover ließ sie sich mit Peitsche in Lack und Leder fotografieren, posierte wie Marlene Dietrich in Der Blaue Engel mit Zylinder und Strapsen auf einem Holzfass (Sweet Revenge, 1978) und als Zwitterwesen aus Schlange, Adler und blondem Vamp (Never Trust a Pretty Face, 1979). 1979 heiratete sie in Las Vegas Alain-Philippe Malagnac d’Argens de Villele, der zuvor der Lebensgefährte des französischen Schriftstellers Roger Peyrefitte gewesen war. Sie zog mit ihm in die Nachbarwohnung von Sophia Loren in der Avenue George V. in Paris. Im selben Jahr gastierte sie in der DDR-Fernsehsendung Ein Kessel Buntes und im August 1980 in Burg-Party.
Lear erhielt den Plattenvertrag bei Ariola unter der Bedingung, Discomusik zu singen. Da sie ursprünglich Rockmusik machen wollte, distanzierte sie sich wiederholt von ihrer Musik. Als die Discowelle Anfang der 1980er Jahre verebbte, konzentrierte sich Lear auf die Malerei, moderierte in Italien und Frankreich Fernsehshows (Premiatissima, W le donne, Cherchez la femme) und veröffentlichte nur noch wenige Singles.
1986 erschien ihre von Christian de Walden produzierte LP Secret Passion, die auch in den USA veröffentlicht wurde. Wegen eines Autounfalls konnte sie sie nicht vermarkten und schrieb stattdessen während ihrer Rekonvaleszenz den Roman L’Immortelle. 1989 moderierte sie Ars Amanda, eine italienische Talkshow, in der sie Interviews mit Gästen im Bett führte. Im selben Jahr erschien Uomini più uomini, ihr erstes Album mit Liedern auf Italienisch; es folgte Tant qu’il y aura des hommes, ein Album mit der Hälfte der Lieder in französischer Sprache.
Lear veröffentlichte zwei Dance-Alben, Cadavrexquis (Chène Music, 1993) und Alter Ego (ZYX Music, 1995). 1995 startete der deutschsprachige Fernsehsender RTL II das Erotikformat Peep!; sie moderierte von 1995 bis 1996 die ersten 39 Folgen. Die Moderation von Peep! bezeichnete Lear später als „größten Fehler ihrer Karriere“. Sie habe befürchtet, dass das deutsche Publikum sie vergessen werde, und daher die Moderation zugesagt, obwohl sie überzeugt gewesen sei, dass Sex nichts im Fernsehen zu suchen habe.

### Weitere Karriere ab 2000
2000 lernte sie bei der Produktion der italienischen Fernsehserie Il brutto anatroccolo den Tänzer Manuel Casella kennen, mit dem sie bis 2008 liiert war. Im Dezember 2000 starb Lears Ehemann bei einem Brand im gemeinsamen Haus in Saint-Étienne-du-Grès, während sich Lear in Italien aufhielt. In der ARD-Sendung Beckmann äußerte sie sich über die Umstände des Unglücks und ihre Trauer. Ein Jahr später veröffentlichte sie das ihrem Ehemann gewidmete Album Heart, das beim französischen Plattenlabel Marais Productions erschien. 2001 und 2002 sprach Lear die Rolle der transgeschlechtlichen
Monique Carrera in zwei Folgen der Hörspielreihe Die drei ???. Im selben Jahr spielte sie in dem Blanca-Li’-Film Le Défi (internationaler Titel: Dance Challenge). Ebenfalls 2002 präsentierte sie in Italien eine Show Cocktail d’amore.
2004 synchronisierte sie die Figur der Edna Mode in dem Animationsfilm Die Unglaublichen – The Incredibles für die französische und die italienische Fassung. Ihr Lied Enigma (Give a Bit of Mmh to Me) wurde 2004, 25 Jahre nach der Veröffentlichung, in zahlreichen Ländern in der Werbung für Kinder Bueno verwendet. Im Sommer 2005 veröffentlichte sie die Single Paris by Night, die sowohl die Top 50 der italienischen Charts erreichte. Mit The Sphinx – Das beste aus den Jahren 1976–1983 erschien 2006 die erste CD-Box, die sämtliche Singles sowie die wichtigsten Albumtracks mit allen Songs von den Originalbändern aus der Ariola-Zeit enthält. Ebenfalls 2006 veröffentlichte Lear das Album With Love mit Evergreens im Big-Band-Stil. 2008 führte sie als Gastgeberin durch die Discoshow La folle histoire du disco des öffentlich-rechtlichen Fernsehsenders France 3. Der Fernsehsender ARTE engagierte sie im selben Jahr als Moderatorin der Reihe Summer of the 70s, in der Lear die Beiträge und Filme in deutscher und französischer Sprache ankündigte.
2009 verpflichtete sich Lear als Schauspielerin für das Theaterstück Panique au ministère und stand in mehr als 300 ausverkauften Vorstellungen in Paris auf der Bühne. Sie spielte die Großmutter in einem Drei-Generationen-Haushalt, in der sie und ihre Enkelin unter ihrer strengen Tochter leiden, die Ministerin für Erziehung ist. Von Oktober 2010 bis Ende Februar 2011 ging Lear mit dem Stück auf Tournee durch Frankreich, Belgien und die Schweiz. 2009 veröffentlichte Lear das Doppelalbum Brief Encounters. 2011 folgten die Singles Chinese Walk und La Bête et la Belle aus ihrem nächsten Album I Don’t Like Disco. Im Sommer desselben Jahres war sie im italienischen Fernsehen Rai 2 Jurorin in der Sendung Dilitti Rock, der italienischen Ausgabe von X-Factor. Ebenfalls 2011 spielte sie am Renaissance-Theater in Paris das Stück Lady Oscar, eine Adaption von Guillaume Mélanies Stück Oscar. 2012 lief sie in einer Prêt-à-porter-Schau von Jean Paul Gaultier. 2013 spielte sie im Theaterstück Divina am Théâtre des Variétés. Anschließend erschien das Studioalbum My Happiness (2014) mit Coverversionen von Elvis-Songs.
2016 trat sie im Theaterstück La Candidate auf und veröffentlichte das Album Let Me Entertain You. 2018 synchronisierte sie erneut Edna Mode in Incredibles 2 für die französische und die italienische Fassung. 2020 lief sie in Paris in der letzten Prêt-à-porter-Schau von Jean Paul Gaultier. 2021 kehrte Lear mit dem Stück Qu'est-il arrivé à Bette Davis et Joan Crawford? zurück ins Théâtre de la Porte-Saint-Martin und veröffentlichte Tuberose, ein Album mit überwiegend auf Französisch gesungenen Balladen. 2024 spielte sie in Paris in L’Argent de la vieille.

### Malerin
Bereits zu der Zeit, in der sie Salvador Dalí Modell stand, malte Lear. In Interviews bedauerte sie, die Malerei als ihre wichtigste Ausdrucksform sei lange von ihrem Image einer „Disco-Queen“ verdeckt worden. Viele Jahre beeinflusste Dalí, den Lear als Mentor bezeichnet, ihre Kunst. Insoweit sind auch die ersten größeren Arbeiten Lears vom Surrealismus geprägt.
Später befreite sich Lear von diesen Einflüssen. In Interviews bezeichnete sie den Prozess der Lösung von Dalí als eine Art Exorzismus. 2000 fand in der Torch-Gallery in Amsterdam die Ausstellung Not a. Lear statt, für die Künstler aus vielen Ländern Arbeiten zu Amanda Lear anfertigten, darunter Niels Schlumm, Jan Broeckx und Jan Schüler.
Lear sieht sich heute in der Nachfolge der Künstlergruppe Nabis (um Pierre Bonnard) und wichtiger Vertreter des Fauvismus wie Paul Gauguin und Paul Cézanne. Dabei wechselt sie Stil, Techniken und Sujets. Ob schwarz-weiße Tuschzeichnung, Papierarbeiten, kräftige Ölfarben, dynamischer Männertorso oder ruhiges Stillleben – alles diene dem persönlichen Ausdruck und sei eine Form von Therapie für sie. 2019 stellte sie ihre Bilder im Chalet Muri in Bern aus. Gast bei der Eröffnung war die Schauspielerin Ursula Andress.

## Diskografie

### Alben
| Jahr | Titel Musiklabel                 | Höchstplatzierung, Gesamtwochen/‑monate, AuszeichnungChartplatzierungen (Jahr, Titel, Musiklabel, Platzierungen, Wochen/Monate, Auszeichnungen, Anmerkungen) | Höchstplatzierung, Gesamtwochen/‑monate, AuszeichnungChartplatzierungen (Jahr, Titel, Musiklabel, Platzierungen, Wochen/Monate, Auszeichnungen, Anmerkungen) | Höchstplatzierung, Gesamtwochen/‑monate, AuszeichnungChartplatzierungen (Jahr, Titel, Musiklabel, Platzierungen, Wochen/Monate, Auszeichnungen, Anmerkungen) | Anmerkungen                        |
| Jahr | Titel Musiklabel                 | DE | AT | CH | Anmerkungen                        |
| ---- | -------------------------------- | --- | --- | --- | ---------------------------------- |
| 1977 | I Am a Photograph Ariola         | DE26 (8½ Mt.)DE | AT25 (1 Mt.)AT | — | Erstveröffentlichung: April 1977   |
| 1978 | Sweet Revenge Ariola             | DE4 Gold · (32 Wo.)DE | AT8 (5 Mt.)AT | — | Erstveröffentlichung: Februar 1978 |
| 1979 | Never Trust a Pretty Face Ariola | DE24 (14 Wo.)DE | — | — | Erstveröffentlichung: Januar 1979  |
| 1980 | Diamonds for Breakfast Ariola    | DE43 (5 Wo.)DE | AT11 (2 Mt.)AT | — | Erstveröffentlichung: Januar 1980  |
| 1981 | Incognito Ariola                 | — | — | — | Erstveröffentlichung: März 1981    |
| 2016 | Let Me Entertain You Boomlover   | — | — | — | Erstveröffentlichung: 13. Mai 2016 |

grau schraffiert: keine Chartdaten aus diesem Jahr verfügbar
Weitere Alben
- 1983: Tam-Tam
- 1985: AL
- 1986: Secret Passion
- 1989: Uomini più uomini
- 1989: Tant qu’il y aura des hommes
- 1993: Cadavrexquis
- 1995: Alter Ego
- 1998: Back in Your Arms
- 2001: Heart (Tendance)
- 2006: With Love
- 2009: Brief Encounters
- 2009: Brand New Love Affair
- 2012: I Don’t Like Disco
- 2014: My Happiness
- 2021: Tuberose

### Kompilationen (Auswahl)
| - 1979: Golden Hits - 1982: Ieri, oggi - 1989: Super 20 - 1990: Follow Me - 1991: The Collection - 1993: Télégramme - 1993: Je t’aime - 1994: Indovina chi sono - 1995: Hits and More - 1997: Amanda Lear - 1998: Queen of Chinatown - 1998: Amanda ’98 – Follow Me Back in My Arms - 2000: Made of Blood & Honey - 2001: I’m a Mistery – The Whole Story | - 2002: 28 Golden Hits - 2002: Follow Me – The Greatest Hits - 2002: DivinAmanda - 2003: Essential - 2003: Living Legend - 2004: The Queen Is... Amanda – Platinum Edition - 2005: Forever Glam! - 2005: Sings Evergreens - 2006: The Sphinx: Das Beste aus den Jahren 1976–1983 - 2007: Greatest Hits - 2008: Disco Queen of the Wild 70’s - 2010: My French Italian Songbook - 2013: Amanda Lear - 2013: Collection 2006–2012 - 2018: Follow Me – The Ultimate Hit-Collection |

### Singles
| Jahr | Titel Album                                        | Höchstplatzierung, Gesamtwochen/‑monate, AuszeichnungChartplatzierungen (Jahr, Titel, Album, Platzierungen, Wochen/Monate, Auszeichnungen, Anmerkungen) | Höchstplatzierung, Gesamtwochen/‑monate, AuszeichnungChartplatzierungen (Jahr, Titel, Album, Platzierungen, Wochen/Monate, Auszeichnungen, Anmerkungen) | Höchstplatzierung, Gesamtwochen/‑monate, AuszeichnungChartplatzierungen (Jahr, Titel, Album, Platzierungen, Wochen/Monate, Auszeichnungen, Anmerkungen) | Anmerkungen                                                               |
| Jahr | Titel Album                                        | DE | AT | CH | Anmerkungen                                                               |
| ---- | -------------------------------------------------- | --- | --- | --- | ------------------------------------------------------------------------- |
| 1976 | Blood and Honey I Am a Photograph                  | DE12 (26 Wo.)DE | — | — | Erstveröffentlichung: Dezember 1976 Autoren: Amanda Lear, Anthony Monn    |
| 1977 | Queen of China-Town I Am a Photograph              | DE2 (26 Wo.)DE | AT11 (3 Mt.)AT | CH5 (8 Wo.)CH | Erstveröffentlichung: Juli 1977 Autoren: Amanda Lear, Anthony Monn        |
| 1978 | Follow Me Sweet Revenge                            | DE3 (27 Wo.)DE | AT6 (5 Mt.)AT | CH7 (9 Wo.)CH | Erstveröffentlichung: März 1978 Autoren: Amanda Lear, Anthony Monn        |
| 1978 | Enigma (Give a Bit of Mmh to Me) Sweet Revenge     | — | — | — | Erstveröffentlichung: Oktober 1978 Autoren: Amanda Lear, Rainer Pietsch   |
| 1978 | Gold Sweet Revenge                                 | — | — | — | Erstveröffentlichung: 1978 Autoren: Amanda Lear, Charly Ricanek           |
| 1978 | The Sphinx Never Trust a Pretty Face               | DE19 (13 Wo.)DE | — | — | Erstveröffentlichung: 31. Oktober 1978 Autoren: Amanda Lear, Anthony Monn |
| 1979 | Fashion Pack (Studio 54) Never Trust a Pretty Face | DE24 (6 Wo.)DE | — | — | Erstveröffentlichung: 16. März 1979 Autoren: Amanda Lear, Anthony Monn    |
| 1979 | Fabulous (Lover, Love Me) Diamonds for Breakfast   | DE25 (15 Wo.)DE | — | — | Erstveröffentlichung: September 1979 Autor: Rainer Pietsch                |
| 1979 | Diamonds Diamonds for Breakfast                    | DE30 (12 Wo.)DE | — | — | Erstveröffentlichung: Dezember 1979 Autoren: Amanda Lear, Anthony Monn    |
| 1980 | Solomon Gundie –                                   | DE36 (16 Wo.)DE | — | — | Erstveröffentlichung: August 1980 Autor: Anthony Monn                     |
| 1981 | Égal Incognito                                     | DE75 (1 Wo.)DE | — | — | Erstveröffentlichung: März 1981 Autoren: Amanda Lear, Anthony Monn        |

Weitere Singles
| - 1975: La Bagarre - 1977: Tomorrow - 1977: Blue Tango - 1977: Alphabet - 1978: Run Baby Run - 1979: Lili Marleen - 1980: Ho fatto l’amore con me - 1980: When - 1980: Japan - 1981: Love Amnesia - 1981: Nymphomania - 1981: Red Tape - 1981: Hollywood Is Just a Dream When You’re Seventeen - 1982: Fever - 1982: Incredibilmente donna - 1983: No Regrets - 1984: Assassino - 1984: Ritmo Salsa - 1985: No Credit Card - 1985: Women - 1986: Les Femmes - 1987: Wild Thing - 1987: Aphrodisiaque - 1987: Time’s Up - 1987: Follow Me (Remix) - 1988: Thank You - 1989: Gold (Remix) - 1989: Métamorphose - 1990: L’École d’amour - 1990: Do You Remember Me? | - 1992: Fantasy - 1995: Everytime You Touch Me - 1995: Peep! - 1996: Angel Love - 1998: I’ll Miss You - 1998: Blood and Honey (Remix) - 1999: Queen of Chinatown (Remix) - 2000: From Here to Eternity (Giorgio Moroder vs. Eric D. Clark feat. Amanda Lear) - 2001: Love Boat - 2002: I Just Wanna Dance Again - 2002: Beats of Love (mit Get Ready!) - 2005: Paris by Night - 2005: Copacabana - 2006: Queen of Chinatown 2006 (DJenetix feat. Amanda Lear) - 2009: Someone Else’s Eyes (mit Deadstar) - 2009: Brand New Love Affair (In the Mix) - 2010: I Am What I Am - 2010: I’m Coming Up - 2011: Chinese Walk - 2011: I Don’t Like Disco - 2011: La Bête et la Belle - 2012: Love at First Sight - 2012: Back to Black - 2014: Suspicious Minds - 2016: Prima del tuo cuore (mit Gianluca De Rubertis) - 2016: The Best Is Yet to Come - 2017: Catwalk - 2021: More - 2021: Le bel âge - 2021: Immortels - 2023: Follow Me (2.0.2.3.) |

## Auszeichnungen für Musikverkäufe
| Goldene Schallplatte - Frankreich - 1979: für das Album Sweet Revenge |

Anmerkung: Auszeichnungen in Ländern aus den Charttabellen bzw. Chartboxen sind in ebendiesen zu finden.
| Land/RegionAuszeichnungen für Musikverkäufe (Land/Region, Auszeichnungen, Verkäufe, Quellen) | Gold     | Platin | Verkäufe | Quellen           |
| -------------------------------------------------------------------------------------------- | -------- | ------ | -------- | ----------------- |
| Deutschland (BVMI)                                                                           | Gold1    | —      | 250.000  | musikindustrie.de |
| Frankreich (SNEP)                                                                            | Gold1    | —      | 100.000  | infodisc.fr       |
| Insgesamt                                                                                    | 2× Gold2 | —      |          |                   |

## Filmografie

### Filme
- 1968: Ne jouez pas avec les Martiens
- 1968: Fun and Games for Everyone
- 1969: Keiner hörte den Schuss (TV-Serie Der Kommissar, Staffel 1, Episode 7)
- 1970: Double Pisces, Scorpio Rising
- 1978: Follie di notte
- 1978: Onkel Addi (Zio Adolfo in arte Führer)
- 1985: Grottenolm
- 1993: Une femme pour moi (Fernsehfilm)
- 1998: Liebe auf den sexten Blick (Bimboland)
- 2002: Le défi
- 2004: The Incredibles (Les Indestructibles und Gli Incredibili, Stimme)
- 2005: Gigolo (Kurzfilm)
- 2005: Memorias de Arkaran (Kurzfilm)
- 2006: Starfuckers
- 2007: Un amour de fantôme (Fernsehfilm)
- 2007: Oliviero Rising
- 2008: Bloody Flowers
- 2008: Die Drachenjäger (Chasseurs de dragons, Stimme)
- 2008: Encore une nuit de merde dans cette ville pourrie (Kurzfilm)
- 2008: 8. Wonderland
- 2009: Panique au ministère (Fernsehfilm)
- 2009: Lacoma (Stimme)
- 2011: Zookeeper (Stimme)
- 2011: Le grand restaurant II (Fernsehfilm)
- 2012: Nom de code: Rose (Fernsehfilm)
- 2013: Jodorowsky’s Dune
- 2017: Metti una notte
- 2018: Incredibles 2 (Les Indestructibles 2 und Gli Incredibili 2, Stimme)
- 2020: Si muore solo da vivi
- 2020: Miss Beautiful (Miss)
- 2022: Queen Lear
- 2023: Maison de retraite 2
- 2024: Vivre, mourir, renaître

### TV-Porträts
- Queen Lear. Die Leben der Amanda Lear, Deutschland 2021, 55 Minuten. Regie: Gero von Boehm. In dem filmischen Porträt reflektiert Lear Stationen ihrer Karriere. Freunde wie der Modeschöpfer Jean Paul Gaultier, die Schauspielerin Macha Méril, DJ Michel Gaubert und der Fernsehautor Salvo Guercio äußern sich zu ihrem Leben.[49][50][51]
- Amanda Lear, die Geheimnisvolle: „Nennen sie mich Fräulein“, Frankreich 2022, 53 Minuten. Regie: Patrick Jeudy. Mit Interviews von Fabrice Gaignault, Galia Salimo, Jean-Michel Bouhours, Éric Dahan, Guy Cuevas und Claude Bauret. Deutsche Erstausstrahlung am 21. April 2023 auf arte-TV.ARTE: Amanda Lear - "Appelez-moi mademoiselle" | ARTE auf YouTube, 24. Dezember 2024, abgerufen am 4. Mai 2025 (französisch; französisches Original; Laufzeit: 52:47 min).
- Enigma, USA 2025, 94 Minuten. Regie: Zackary Drucker. HBO-Dokumentation der Filmemacherin Zackary Drucker über April Ashley und Amanda Lear mit bisher unveröffentlichtem Filmmaterial. Weltpremiere war auf dem Sundance Film Festival 2025.[52][53]

### Fernsehserie
- 1969: Der Kommissar
- 1978: Stryx
- 1988: Marc et Sophie
- 1989: Maguy
- 1992: Piazza di Spagna
- 1996: Die Liebe neu erfinden (L’@mour est à réinventer)
- 1998: Les années bleues
- 2000: Blague à part
- 2001: Un gars, une fille
- 2004: St. Tropez (Sous le soleil)
- 2008: Avocats & associés
- 2008: Un posto al sole
- 2012: Scènes de ménages
- 2014: Nos chers voisins
- 2021: Camping Paradis
- 2021: Hashtag Boomer
- 2023: Escort Boys

### Fernsehshows
- 1980: Mostra internazionale di musica leggera
- 1981: Supersonica
- 1981–82: Grey Street
- 1982–84: Premiatissima
- 1983: Ma chi è Amanda?
- 1984–86: W le donne
- 1986: Cherchez la femme
- 1989: Ars Amanda
- 1991–92: Buonasera
- 1993–94: Méfiez-vous des blondes
- 1995–96: Peep!
- 1996: La notte dei teleratti
- 1998–00: Il brutto anatroccolo
- 2002–03: Cocktail d’amore
- 2002: Tendance
- 2003: La grande notte
- 2004: La talpa
- 2005–07: Ballando con le stelle
- 2008: La folle histoire du disco
- 2008: Sfida tra sexy star a Hollywood
- 2008: Summer of the 70s
- 2011: Ciak... si canta!
- 2014–15: Si può fare!
- 2018: Voulez-vous coucher avec moi?
- 2019: Sanremo Young
- 2023: Drag Race France

## Theater
- 2009–2011: Panique au ministère, Théâtre de la Porte Saint-Martin
- 2011–2013: Lady Oscar, Théâtre de la Renaissance
- 2013–2014: Divina, Théâtre des Variétés
- 2016–2017: La Candidate, Théâtre de la Michodière
- 2021–2022: Qu’est-il arrivé à Bette Davis et Joan Crawford?, Théâtre de la Porte Saint-Martin
- 2024: L’Argent de la vieille, Théâtre Libre

## Schriften (Auswahl)
- Le Dali d’Amanda. Éditions Pierre-Marcel Favre, Paris 1984, ISBN 2-8289-0175-0.
- Dali – 15 Jahre mit Salvador Dalí. Goldmann Verlag, München 1984, ISBN 3-442-06805-3.
- L’Immortelle. Éditions Carrere, Paris 1987, ISBN 2-86804-363-1.
- L’Amant Dali. Ma Vie avec Salvador Dali. Mit einem Vorwort von Paco Rabanne. Éditions Michel Lafon, Paris 1994, ISBN 2-84098-011-8.
- Mon Dali. Éditions Michel Lafon, Neuilly-sur-Seine 2004, ISBN 2-7499-0111-1.
- Between Dream and Reality. Ausstellungskatalog. Galerie Claudius, Hamburg 2006, ISBN 3-8334-5185-8.
- Omnia. Ausstellungskatalog. Galerie Friedmann Hahn, Berlin 2007.[54]
- Sogni, Miti, Colori. Ausstellungskatalog. Artemisia Art Gallery, Monza 2007.
- Je ne suis pas du tout celle que vous croyez. Hors Collection, Frankreich 2009, ISBN 978-2-258-08132-1.
- Amanda Lear. Passioni. Ausstellungskatalog. Milano Art Gallery, Edizioni Leima, Mailand 2015, ISBN 978-88-98395-24-8.
- Délires. Le Cherche midi, Paris 2018, ISBN 978-2-7491-5043-7.